# Myiopharus luxatura
Myiopharus luxatura là một loài ruồi trong họ Tachinidae.